# Saint-Mathieu
Saint-Mathieu település Franciaországban, Haute-Vienne megyében. Lakosainak száma 1069 fő (2022. január 1.). Saint-Mathieu Chéronnac, Saint-Barthélemy-de-Bussière, Champniers-et-Reilhac, Cussac, Maisonnais-sur-Tardoire, Marval és Saint-Bazile községekkel határos.

## Népesség
A település népessége az elmúlt években az alábbi módon változott:
| Lakosok száma | 1120 | 1087 | 1099 | 1080 | 1080 | 1079 | 1077 | 1072 | 1069 |
|               | 2013 | 2015 | 2016 | 2017 | 2018 | 2019 | 2020 | 2021 | 2022 |